# Markus Agosti
Markus Agosti (* 24. April 1968 in Velbert-Langenberg) ist ein deutscher Schlagersänger, Songtexter, Komponist und Showmoderator.

## Künstlerische Laufbahn
Agostis Karriere begann am 28. November 1986 mit dem Gewinn des 1. Platzes bei dem Gesangswettbewerb Stars von morgen. 
Im Januar 1989 veröffentlichte er seine erste Schallplatte mit dem Titel Ti amo Nadine. 
Es folgten weitere Schallplatten und später CD-Produktionen. Sein bekanntester Song ist Eiskalte Herzen (1991). Dieser wurde im Jahr 2005 erneut als Maxi-CD auf den Markt gebracht. Mit diesem Tonträger wurde auch der Song Bevor Du gehst veröffentlicht. Er wurde geschrieben und produziert von dem Autorenteam Walter Gerke und Mick Hannes, das auch für Ibo arbeitet. 
1992 trat Agosti anlässlich der Berliner Funkausstellung im Palais am Funkturm auf.
Der Titel Gib mir alles entstand 1993 in den Maarweg-Studios der EMI-Electrola in Köln und erfreute sich guter Rundfunkpräsenz.
Das von Agosti 1995 geschriebene Weihnachtslied Einmal nur im Jahr, aufgenommen von ihm allein und mit Bea Larson, wurde in TV-Adventssendungen des Westdeutschen Rundfunks Köln ausgestrahlt.
Im Repertoire des Schlagerduos Anders & Anders (früher „kulturell entbärlich“) wurde 1996 mit dem Song Männer mit Bauch (BMG Ariola) ein Lied auf den Markt gebracht, das in einigen Rundfunkhitparaden Platzierungen erzielte und sich in der Karnevalshochburg Düsseldorf großer Beliebtheit erfreut. Es wird von dem Duo alljährlich auf den großen Sitzungen gesungen.
2001 erschien die Maxi-CD Eine unter Millionen, geschrieben von Klaus Pelizaeus.
Im Mai 2002 war Markus Agosti einer von über 70 Teilnehmern beim Weltrekord des Deutschen Schlagers im nordrhein-westfälischen Witten. Mit dabei waren auch Andrea Berg und die Gruppe Wind.
Agosti ist auch Showmoderator und arbeitet mit Jürgen Drews, Olaf Henning, Gaby Baginsky und Bernd Clüver zusammen.
Soziales Engagement ist fester Bestandteil von Agostis Laufbahn. Er arbeitet ehrenamtlich für die Tafel.
2006 feierte Agosti sein 20-jähriges Bühnenjubiläum und im Januar 2009 sein 20-jähriges „Schallplatten“-Jubiläum.

## Songs
- 1991 Eiskalte Herzen
- 1992 Denn sie wissen nicht was sie tun
- 1993 Gib mir alles
- 1993 Traumfrau
- 1995 Einmal nur im Jahr
- 1996 Männer mit Bauch für das Duo Anders & Anders
- 1998 Westerwald-Project 98 für das Duo Anders & Anders
- 2001 Echte Freunde
- 2005 Bevor Du gehst
- 2005 Geh Deinen Weg

## Schallplatten
- 1989 Ti amo Nadine
- 1990 Das glaubst Du doch wohl selber nicht
- 1991 Eiskalte Herzen
- 1992 Ein Engel auf Erden

## CD
- 1992 Drum lass mich gehn
- 1993 Gib mir alles. EMI-Electrola.
- 2001 Eine unter Millionen. Camouflage (Bellaphon).
- 2005 Eiskalte Herzen. Poseidon (blm music).

## Wettbewerbe
- 1986 Stars von morgen
- 2002 Weltrekord des Deutschen Schlagers